# Agdistis meyi
Agdistis meyi là một loài bướm đêm thuộc họ Pterophoridae. Nó được tìm thấy ở Nam Phi và Zimbabwe.